# Gianluca Maggiore
Dit overzicht is mogelijk incompleet; u kunt helpen door het uit te breiden.
Gianluca Maggiore (21 februari 1985) is een Italiaans wielrenner. Maggiore tekende pas op 26-jarige leeftijd, in 2011, zijn eerste profcontract als wielrenner, dit bij De Rosa-Ceramica Flaminia. Ook na de naamsverandering naar Utensilnord-Named in 2012 bleef hij bij deze ploeg. 

## Belangrijkste overwinningen
Geen professionele overwinningen

## Resultaten in voornaamste wedstrijden
| Jaar | Milaan-San Remo |
| ---- | --------------- |
| 2012 | 148e            |